# 耶律德寿
耶律德壽（？—？），金朝契丹族起事领袖。

## 生平
耶律德壽本来是金国的群牧使（特满群牧官），金章宗承安元年（1196年），他和陁鎖率众在信州反金，改元身圣，聚众号称十万，攻占韩州、懿州，远近震骇。北方各地𫄙军起而响应，金朝发上京六千兵马驻守北京，派临潢路总管乌古论道远、咸平总管蒲察守纯等人分道进兵镇压，德寿被金国丞相完颜襄所破。耶律德壽被俘，送到京师中都，起事失败。